# Droizy
Droizy är en kommun i departementet Aisne i regionen Hauts-de-France i norra Frankrike. Kommunen ligger  i kantonen Oulchy-le-Château som ligger i arrondissementet Soissons. År 2022 hade Droizy 75 invånare.

## Befolkningsutveckling
Antalet invånare i kommunen Droizy
Referens: INSEE